# WebCite
WebCite è un servizio online di archiviazione di pagine web su richiesta, permettendone la citazione. Una volta archiviate, le pagine web possono essere raggiunte indipendentemente dal fatto che il sito originale sia poi stato modificato o rimosso (dead link). Il sito di WebCite afferma che le pagine vengono archiviate a tempo indeterminato.
Dal luglio 2019 il sito non accetta l'archiviazione di ulteriori pagine, pur mantenendo raggiungibili quelle archiviate sino a tale data.
WebCite è un consorzio no-profit sostenuto da editori e redattori, e può essere utilizzato da singoli autori e lettori a titolo gratuito. Il servizio fa parte dell'International Internet Preservation Consortium.

## Funzionamento
Anziché utilizzare un web crawler che archivia in automatico le pagine che visita, WebCite archivia solo la pagina per la quale un utente abbia richiesto esplicitamente l'archiviazione. È pertanto possibile utilizare il link alla pagina archiviata sui server di WebCite, con un eventuale rimando al link della pagina originale e con un avviso che specifica che la pagina che si sta consultando in quel momento è una copia speculare (snapshot) in una specifica data della pagina che si intende citare. Si possono archiviare e citare tutti i tipi di contenuti web, incluse pagine in Html, file Pdf, fogli di stile, JavaScript e immagini. WebCite, nel processo di archiviazione su richiesta, archivia anche i metadata come tempi di accesso, MIME type e lunghezza del contenuto. Questi metadata sono utili per stabilire l'autenticità e la provenienza dei dati archiviati.

## Storia
Concepito nel 1997 da Gunther Eysenbach, WebCite fu inizialmente descritto come servizio utile per le citazioni a lungo termine di pagine web. L'entrata in campo di motori di ricerca (come Google) e altri servizi di archiviazione (come Internet Archive) apparentemente sembrò ridurre l'importanza e l'utilizzo globale di Webcite. Il servizio Webcite fu poi ripreso maggiormente in considerazione nel 2003 quando uno studio del periodico scientifico Science mise in risalto il fatto che non esisteva ancora un servizio appropriato per le citazioni tramite un sistema di riferimenti su Internet. Né Internet Archive né Google, così come gli altri motori di ricerca o servizi di archiviazione web, infatti, permettevano un sistema di archiviazione di pagine e documenti web a richiesta e non esisteva un sistema automatico che permettesse a ricercatori e studiosi di archiviare le fonti citate. Dal 2008, più di 200 periodici cominciarono ad usare Webcite.
WebCite fa parte dell'International Internet Preservation Consortium. Il servizio collabora anche con altri progetti di archiviazione e preservazione digitale tra cui Internet Archive.

### Problemi legati al diritto d'autore
Secondo WebCite le sue attività di archiviazione sono ammesse dalle dottrine del diritto d'autore che si rifanno al "fair use" e a licenze implicite. Per sostenere queste motivazioni Webcite dichiara che le copie archiviate sono trasformative (aumentano l'utilità delle opere originali), socialmente utili per la ricerca accademica e non dannose per il valore di mercato di qualsiasi opera protetta da copyright. WebCite sostiene che archiviare e mantenere la cache di pagine web non è considerata una violazione del copyright quando l'archiviatore offre al proprietario del copyright la possibilità di "opt-out", il che crea una licenza di utilizzo implicita. A tal fine, Webcite non rende possibile l'archiviazione di pagine su siti web che utilizzano i metadata "do-not-cache" e "no-archive", così come quelle presenti su siti che utilizzano il sistema di esclusione robot exclusion standard.

## Processo di archiviazione
WebCite permette l'archiviazione su richiesta. Il servizio non è basato su un crawler. Per usufruire del caching e dell'archiviazione di una pagina web, un autore poteva utilizzare l'opzione "archive" dal menu delle opzioni di Webcite oppure creare e un bookmarklet che permetteva al navigatore di archiviare le pagine tramite il servizio semplicemente cliccando sul bookmarklet precedentemente salvato tra i segnalibri del browser.
Per recuperare o citare le pagine si può utilizzare il seguente formato URL:
Si può recuperare o citare pagine archiviate attraverso un formato trasparente come:
http://webcitation.org/query?url=URL&date=DATA
dove URL è l'indirizzo URL della pagina originale e DATE la data di archiviazione della stessa. Ad esempio:
https://web.archive.org/web/20230105184626/https://en.wikipedia.org/wiki/Main_Page
Oppure può utilizzare il link alternativo breve